# Chandra Kala Lamgade
Chandra Kala Lamgade (* 10. September 1993) ist eine nepalesische Leichtathletin, die sowohl im Kugelstoßen als auch im Speerwurf an den Start geht und in beiden Disziplinen Inhaberin des Landesrekordes ist.

## Sportliche Laufbahn
Erste internationale Erfahrungen sammelte Chandra Kala Lamgade bei den Südasienspielen 2016 in Guwahati, bei denen sie im Kugelstoßen mit einer Weite von 11,03 m den vierten Platz belegte und im Speerwurf mit 40,35 m auf Rang acht landete. Im Jahr darauf nahm sie an den Asienmeisterschaften in Bhubaneswar teil und gelangte dort mit 43,46 m im Speerwurf auf den 13. Rang. 2019 stellte sie bei den Südasienspielen in Katmandu mit 12,52 m einen neuen Landesrekord auf und belegte damit Platz fünf. Zudem steigerte sie sich auf im Speerwurf auf 44,42 m und wurde damit Sechste. 2025 erreichte sie bei den Asienmeisterschaften in Gumi mit 40,57 m den 14. Platz im Speerwurf.
2019 wurde Lamgade nepalesische Meisterin im Kugelstoßen und im Speerwurf sowie 2022 erneut im Kugelstoßen.

## Persönliche Bestleistungen
- Kugelstoßen: 12,52 m, 6. Dezember 2019 in Kathmandu (nepalesischer Rekord)
- Speerwurf: 47,60 m, 19. Oktober 2022 in Pokara (nepalesischer Rekord)